# Галараг, Ролан
Ролан Галараг (фр. Roland Galharague, род. 13 марта 1961 года) — французский и европейский дипломат. Служил в качестве посла Франции в Чехии, Венгрии и Малайзии. В 2022 году назначен Жозепом Боррелем, Верховным представителем Европейского союза, на пост главы делегации Европейского союза в России.

## Биография

### Образование
После обучения в Высшей нормальной школе Галараг получил диплом преподавателя немецкого языка и квалификацию преподавателя русского языка. Так же является специалистом по истории Высшей школы социальных наук.

### Карьера
В 1990 году Галараг поступил на работу в Министерство Европы и иностранных дел Франции. В 1994 году совместно с Домиником де Вильпеном и под руководством Поля Гийомара (фр. Paul Guyomard), он был членом французской делегации на 60-й Генеральной Ассамблее Организации Объединенных Наций. С 1996 по 1999 год он был первым секретарем посольства Франции в Вашингтоне при послах Жаке Андреани и Франсуа Бюжоне де л'Эстане.
С 2002 по 2005 год Галараг был главой пресс-службы посольства Франции в Лондоне. До 2008 года занимал должность второго лица в посольстве Франции в ЮАР. Вернувшись в Париж, с 2008 по 2010 год он занимал должность директора по Континентальной Европе в Министерстве иностранных дел. С 2010 до 2012 года был заместителем генерального директора по политическим вопросам и вопросам безопасности.
В 2012 году Николя Саркози направил Галарага послом в Венгрию. Эту должность он занимал до 2015 года. В этой роли он вёл переговоры с венгерским министром Золтаном Балогом и в 2015 году подписал франко-венгерское соглашение о кинопроизводстве.
В 2017 году Франсуа Олланд назначил его послом Франции в Чешской Республике, а в 2020 году Эммануэль Макрон — послом в Малайзию. В июне 2022 года Верховный представитель ЕС Жозеп Боррель назначил Галарага преемником Маркуса Эдерера (нем. Markus Ederer) на посту главы Представительства Европейского Союза в Российской Федерации.

## Награды
- 2010 год: кавалер Национального ордена «За заслуги» — «24 года гражданской и военной службы»[9]
- 2019 год: кавалер ордена Почётного легиона — «33 года службы»[10]